# Монтальто-Дора
Монтальто-Дора (італ. Montalto Dora, п'єм. Montàut) — муніципалітет в Італії, у регіоні П'ємонт,  метрополійне місто Турин.
Монтальто-Дора розташоване на відстані близько 550 км на північний захід від Рима, 50 км на північ від Турина.
Населення — 3429 осіб (2014).
Покровитель — S.Eusebio.

## Демографія
Населення за роками:

Станом на 1 січня 2023 року в муніципалітеті офіційно проживали 262 іноземці з 37 країн, серед них 91 громадянин країн Євросоюзу та 1 громадянин України.

## Сусідні муніципалітети
- Боргофранко-д'Івреа
- К'яверано
- Фйорано-Канавезе
- Івреа
- Лессоло